# Tanichthys albonubes
Tanichthys albunubes, conosciuto comunemente come pesce delle Montagne della Nuvola Bianca , è un pesce d'acqua dolce appartenente alla famiglia Cyprinidae.

## Sistematica
Il nome di questa specie deriva dalla montagna delle nubi bianche (白雲山; Pinyin Bái Yún Shān) luogo dove esso è stato avvistato la prima volta. In Cina il pesce è conosciuto coi nomi 唐魚 (táng wén), 廣東細鯽 (Guǎngdōng xìjì), o 潘氏細鯽 (pānshì xìjì).
Aphyocypris pooni è un sinonimo obsoleto nato per definire una presunta specie dalla livrea leggermente differente che successivamente è stata identificata anch'essa come Tanichthys albonubes.

## Distribuzione e habitat
Asia orientale. Questo pesce è originario di un areale disgiunto in due località in Cina e Vietnam. Vive nei ruscelli costieri con acque lente, chiare e ricche di vegetazione. Può sopportare temperature dell'acqua fino a 5 °C.

## Descrizione
Si tratta di un pesce molto piccolo, la misura massima è di 4 cm, la media di circa 2 centimetri. I barbigli sono assenti e il muso è ottuso; la mascella inferiore è leggermente sporgente. La pinna dorsale è breve e opposta alla pinna anale. Le pinne pettorali e le pinne ventrali sono di modeste dimensioni. Il colore generale è verdastro con bande dorate sormontate da linee scure sui fianchi. Delle macchie rosse sono presenti sul peduncolo caudale e alla base della pinna caudale.

## Comportamento
Questo pesce è solito vivere in gruppi di almeno 5/6 individui. In cattività per ospitare 5 di questi pesci è necessario un acquario da 60l

## Alimentazione
Si nutre di zooplancton e detriti vegetali.

## Acquariofilia
Questo pesce è molto diffuso negli acquari. Deve essere allevato in gruppi di almeno 5 individui in una vasca di almeno 60 cm.

## Conservazione
Lo status della specie non è noto con certezza, potrebbe essere addirittura estinta in natura.